# 维图拉诺
维图拉诺（義大利語：Vitulano），是意大利贝内文托省的一个市镇。总面积35.9平方公里，人口3035人，人口密度84.5人/平方公里（2009年）。ISTAT代码为062077。